# Michael Cimino

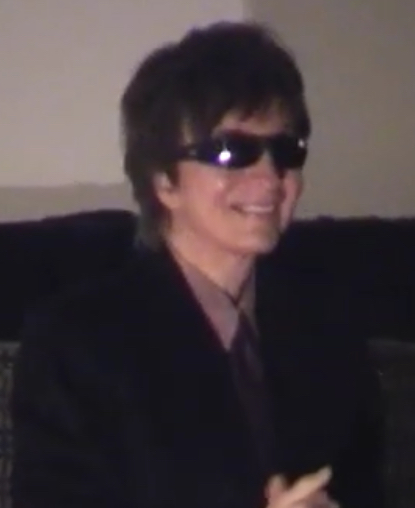
Michael Cimino (2003)

Michael „Mike“ Cimino [tʃɪˈmiːnoʊ], (* 3. Februar 1939 in New York; † 2. Juli 2016 in Beverly Hills) war ein US-amerikanischer Filmregisseur, Filmproduzent sowie Autor von Drehbüchern und Romanen.
Nach seinen großen Erfolgen mit Filmen wie Die Letzten beißen die Hunde und vor allem mit Die durch die Hölle gehen galt Cimino als das neue „Wunderkind“ Hollywoods. Sein Spätwestern Heaven’s Gate wurde von der zeitgenössischen Kritik jedoch verrissen und entwickelte sich zu einem der größten Flops der Kinogeschichte. Später sollte der Film – vor allem in Europa – eine gewisse Würdigung erfahren.

## Leben und Werk
Cimino studierte zunächst Kunst und Architektur an der Yale-Universität. Er entdeckte sein Interesse am Theater und erlernte die Regiearbeit beim Actors Studio und drehte anschließend Werbefilme und Dokumentationen. Es folgten Drehbücher für mehrere Filme, darunter auch Calahan, der ersten Fortsetzung zu Dirty Harry.
1974 führte er in dem Roadmovie Die Letzten beißen die Hunde erstmals Regie. Mit dem groß angelegten Epos Die durch die Hölle gehen (1978) über Soldaten im Vietnamkrieg und ihr beschädigtes Leben nach ihrer Rückkehr in die USA gelang ihm ein großer Erfolg. Der Film wurde unter anderem mit fünf Oscars ausgezeichnet, darunter auch der für die beste Regie. Cimino glaubte mit seinem nächsten Großprojekt an diesen Erfolg anschließen zu können. Doch der Spätwestern Heaven’s Gate (1980) wurde wegen völlig überzogener Produktionskosten, vernichtender Kritiken und eines enttäuschenden Einspielergebnisses zum bis dahin größten wirtschaftlichen Misserfolg der Filmgeschichte. Dies führte schließlich dazu, dass die Transamerica Corporation das produzierende Studio United Artists an MGM verkaufte. Der Director’s Cut – mit 218 Minuten viel kürzer als das fünfstündige Original – erhielt dann allerdings 2012 den Ehrenlöwen der Filmfestspiele von Venedig.
Cimino hatte nach Heaven’s Gate große Schwierigkeiten bei der Finanzierung weiterer Projekte in Hollywood; alle bereits geplanten Filmprojekte mit United Artists wurden gestrichen. Fünf Jahre nach seinem Misserfolg konnte er den italienischen Produzenten Dino De Laurentiis für seinen Thriller Im Jahr des Drachen (1985) gewinnen. Das Drehbuch verfasste er selbst zusammen mit Oliver Stone. Der Film wurde sehr unterschiedlich aufgenommen; einen Teil der amerikanischen Filmkritiker und Kinobesucher konnte Cimino für sich zurückgewinnen, kommerziell jedoch war auch dieser Streifen kein Erfolg. Auch die folgenden Filme konnten nicht an den Erfolg von Die durch die Hölle gehen anknüpfen. 2001 veröffentlichte er mit Big Jane seinen ersten Roman. Dieser handelt von einer 19-jährigen, zwei Meter großen Frau, die Anfang der 1950er Jahre die New Yorker Vorstadt verlässt, sich gleich in drei Männer verliebt, Rodeos reitet, nach Hollywood geht und schließlich im Koreakrieg mitkämpft.
Beim Internationalen Filmfestival von Locarno wurde Michael Cimino 2015 mit dem Ehrenleoparden für sein Lebenswerk ausgezeichnet.

## Filmografie (Auswahl)

### Drehbuchautor
- 1972: Lautlos im Weltraum (Silent Running), zusammen mit Deric Washburn und Steven Bochco
- 1973: Calahan (Magnum Force)
- 1974: Die Letzten beißen die Hunde (Thunderbolt and Lightfoot)
- 1978: Die durch die Hölle gehen (The Deer Hunter)
- 1980: Heaven’s Gate
- 1985: 250.000 Mücken im Pappkarton (Fernsehfilm)
- 1985: Im Jahr des Drachen (Year of the Dragon)

### Regisseur
- 1974: Die Letzten beißen die Hunde (Thunderbolt and Lightfoot)
- 1978: Die durch die Hölle gehen (The Deer Hunter)
- 1980: Heaven’s Gate
- 1985: Im Jahr des Drachen (Year of the Dragon)
- 1987: Der Sizilianer (The Sicilian)
- 1990: 24 Stunden in seiner Gewalt (Desperate Hours)
- 1996: The Sunchaser (Sunchaser)
- 2007: Happy Birthday Cannes (Chacun son cinéma ou Ce petit coup au coeur quand la lumière s'éteint et que le film commence) – Episode

### Produzent
- 1978: Die durch die Hölle gehen (The Deer Hunter)
- 1987: Der Sizilianer (The Sicilian)
- 1990: 24 Stunden in seiner Gewalt (Desperate Hours)
- 1996: The Sunchaser (Sunchaser)

## Auszeichnungen (Auswahl)
- 1978: Los Angeles Film Critics Association Award für Die durch die Hölle gehen (Beste Regie)
- 1979: Directors Guild of America Award für Die durch die Hölle gehen (Beste Spielfilmregie)
- 1979: Golden Globe Award für Die durch die Hölle gehen (Beste Regie)
- 1979: Zwei Oscars für Die durch die Hölle gehen (Bester Film, Beste Regie)
- 1980: American Movie Award für Die durch die Hölle gehen
- 1980: Blue Ribbon Award für Die durch die Hölle gehen (Bester fremdsprachiger Film)
- 1980: Kinema-Jumpō-Preis für Die durch die Hölle gehen (Bester fremdsprachiger Filmregisseur)
- 1982: Goldene Himbeere für Heaven’s Gate (Schlechteste Regie)
- 2001: Lucien Barrière Literary Award des Filmfestivals von Deauville für den Roman Big Jane
- 2012: Persol Award bei den Internationalen Filmfestspielen von Venedig
- 2015: Ehrenleopard des Internationalen Filmfestivals von Locarno

## Dokumentation
- Michael Ciminos kritischer Blick auf Amerika. Regie: Jean-Baptiste Thoret, ARTE F, Frankreich, 52 Minuten, 2019